# أدب الجاسوسية

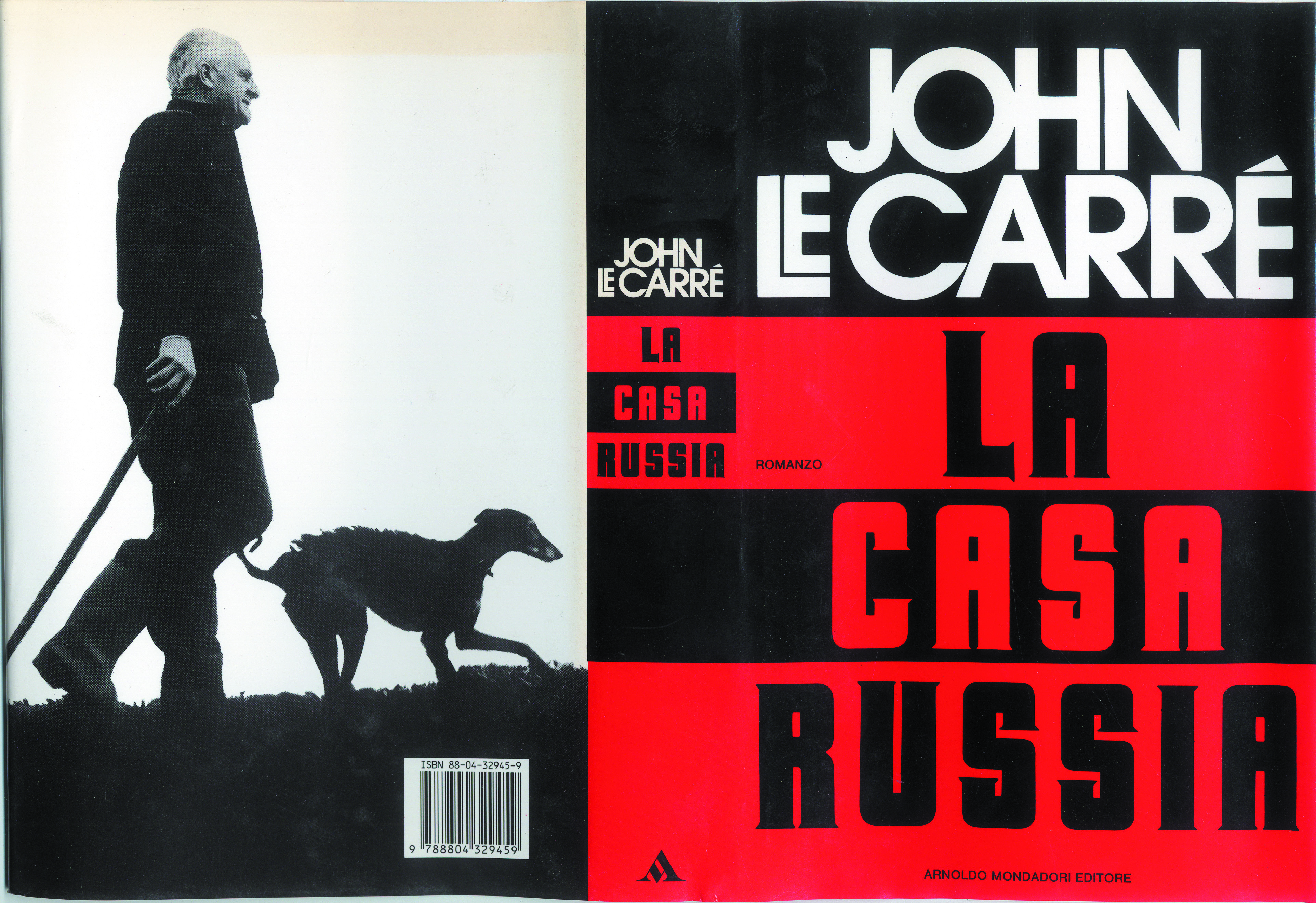
غلاف الطبعة الإيطالية لرواية جون لو كاريه البيت الروسي (1989).

أدب الجاسوسية هو نوع أدبي يتضمن التجسس باعتباره سياقًا مُهمًا أو أداة مُؤامرة، ظهر في أوائل القرن العشرين. ظهر هذا النوع نتيجة للتنافس والمُؤامرات بين القوى الكبرى، إضافة إلى إنشاء وكالات استخبارات حديثة. تقوم فكرته الأساسية على صراع معلوماتي بين طرفين يمثلان دولتين أو أكثر، ويستند غالبًا إلى حقائق واقعية وتتداخل فيه الأبعاد الإنسانية التي تجسّدها حركة الشخصيات مُعتمدًا على وسائل سردية لتوفير عوامل الإثارة والتشويق والترقب، وتجاوز الطابع الوثائقي الذي تعتمد عليه طبيعة تلك النصوص من حيث اعتماد أحداثه على استقصاء معلوماتي له مآربه التي تتجاوز التعبير عن نوازع وتصرفات فردية.
تطور كثيرًا بتطور الفاشية والشيوعية في الفترة التي سبقت الحرب العالمية الثانية، واستمر في التطور إبان الحرب الباردة، واستمد قوته مرة جديدة مع ظهور الدول المارقة والمنظمات الإجرامية الدولية والشبكات الإرهابية العالمية، والقرصنة البحرية والتخريب التكنولوجي والتجسس بمثابة تهديدات قوية للمجتمعات الغربية. ويرتبط هذا النوع بشكل موضوعي برواية المغامرة مثل سجين زندا وأعمال إدغار والاس على سبيل المثال.